# کری کلارک
کری کلرک (به انگلیسی: Corrie Clark) (زادهٔ ۱۱ آوریل ۱۹۸۲) شناگر اهل ایالات متحده آمریکا است.